# Авл Постумій Альбін (консул 151 року до н. е.)
Авл Постумій Альбін (лат. Aulus Postumius Albinus; помер після 146 року до н. е.) — давньоримський політичний діяч і письменник з патриціанського роду Постуміїв, консул 151 року до н. е.

## Походження
Авл Постумій належав до одного з найзнатніших патриціанських родів Риму, який згадується в джерелах, починаючи з першого десятиліття Римської республіки. Він був сином Авла Постумія Альбіна Луска, консула 180 року до н. е. і «одного з перших людей свого часу», а також племінником Спурія Постумія Альбіна Павлула і Луція Постумія Альбіна, консулів 174 і 173 років до н. е. відповідно.

## Кар'єра
Народження Авла Постумія дослідники відносять приблизно до 190/189 року до н. е.  Він брав участь у Третій Македонській війні під командуванням Луція Емілія Павла (168 рік до н. е.). Після вирішальної битви коло Підни Павло відправив Альбіна з двома іншими послами на Самофракію, де сховався басилевс Персей, щоб умовити останнього здатися, але ця місія закінчилася безрезультатно. Пізніше, коли Персей все-таки здався, Луцій Емілій передав під нагляд Альбіна і басилевса, і його старшого сина Філіппа. Для молодого офіцера це було дуже почесне доручення.
Після цих подій Авл Постумій зник з джерел на тринадцять років. Швидше за все, в якийсь момент він обіймав посаду курульного едила, і вчені, грунтуючись на вимогах закону Віллія і даних про інших магістратів, імовірно датують едилітет Альбіна 159 роком до н. е. У 155 році Авл Постумій став міським претором; оскільки обидва консули, Публій Корнелій Сципіон Назіка Коркул і Марк Клавдій Марцелл, воювали за межами Італії, він був головним магістратом у столиці; у цій якості Альбін скликав сенат і головував на цих засіданнях. Саме тоді в Рим прибуло знамените посольство з Афін, яке включало трьох філософів — академіка Карнеада, стоїка Діогена Селевкійського і перипатетика Крітолая.
У 154 році до н. е. Авл Постумій вирушив на Схід у складі посольства, яке мало покласти край війні між пергамським басилевсом Атталом II та віфінським правителем Прусієм II. У 151 році до н. е. він здобув консулат, спільний з плебеєм Луцієм Ліцинієм Лукуллом. У Ближній Іспанії тоді йшла важка війна з кельтіберами, і одному з консулів належало вирушити туди. Точно невідомо, як саме вибирали між Альбіном і Лукуллом. Німецький дослідник Р. Сімон припустив, що право вибору було надане самим консулам. Вони могли кинути жереб або прийти до угоди; зрештою Ближня Іспанія дісталася Луцію Ліцинію. Консули почали разом набирати нову провінційну армію і постали перед труднощами: римляни знали про хоробрість кельтіберів і їх численні перемоги, тому усіма способами уникали військового набору. За словами Полібія, «молодь ухилялася від військової служби під такими приводами, які соромно було б назвати, непристойно перевіряти та неможливо спростовувати»; навіть штат військових трибунів був укомплектований не повністю, хоча зазвичай на кожне місце було кілька претендентів.
У цій ситуації до Альбіна і його колеги виникли додаткові претензії: їх звинуватили в тому, що вони з пристрастю розподіляють мобілізованих, свідомо обираючи для деяких більш легкі місця служби. Звинувачення підтримали народні трибуни, які навіть на час заарештували консулів. Виходом з цієї кризи стало рішення про розподіл рекрутів по театрах військових дій за допомогою жеребкування. Набрати офіцерів допомогло втручання молодого патриція, тоді ще тільки квесторія (колишнього квестора), Публія Корнелія Сципіона Еміліана. Цей нобіль заявив, що готовий вирушити в Іспанію як легат або військовий трибун, і його приклад доброчинно вплинув на аристократичну молодь.
У 146 році до н. е. Авл Постумій був одним з легатів в армії Луція Муммія, який вирушив на війну з Ахейським союзом. Відомо, що на його честь були споруджені статуї на Істмі та в Дельфах.

## Особистість та інтелектуальні заняття
Полібій називає Авла Постумія «людиною порожньою, балакучою і найбільшим самохвалом». За словами грецького історика, Альбін «з ранньої юності захоплювався… еллінською освітою і мовою і переступав в цьому відношенні усяку міру; з його вини стали ставитися вороже до захоплення еллінством, яке створювало невдоволення у середовищі найбільш іменитих римлян старшого покоління». Через його еллінофільство, Авла Постумія висміював поет Гай Луцилій.
Авл Постумій займався літературою: він написав «Аннали» і поему (ймовірно про прибуття Енея до Італії). Ці твори були написані грецькою мовою, і в передмові автор просив читачів проявити поблажливість до можливих недоліків його мови та стилю. У зв'язку з цим Марк Порцій Катон їдко помічав, що ніхто не змушував Альбіна писати, а тому нерозумно просити про поблажливість. Але дослідники відзначають, що «для Альбіна, мабуть, важливішою була думка по-грецьки освіченого суспільства, ніж вирок „селюків“» і що як Катон, так і Полібій відчували до Авла Постумія особисту неприязнь. Більш пізні й неупереджені автори високо оцінювали праці Альбіна. Марк Тулій Цицерон називав Авла Постумія людиною освіченою і красномовною.
З написаного Альбіном не збереглося жодного рядка. Міхаель фон Альбрехт назвав це «повчальним прикладом загибелі літературного твору через однобічність традиції».